# 纽约州立大学环境与森林学院
纽约州立大学环境与林业学院 （SUNY-ESF），是纽约州立大学一所环境特色学院。学校位于纽约上州雪城市。SUNY-ESF在2014年全美本科综合排名86位。

## 历史
SUNY-ESF创建于1911年，前身是雪城大學森林学院。SUNY-ESF主校区位于雪城市中心，与雪城大学共享同一校区与部分设施。学院学生可以自由选修雪城大学课程，并可参与雪城大学的双学位项目。学校另有位于上州阿迪朗达克山区的护林员学院（Ranger School）。